# Bernard White
Bernard White (Colombo, 8 giugno 1959) è un attore statunitense.

## Biografia
Nato a Colombo, e cresciuto a Detroit, White ha conseguito la laurea in teatro presso l'Università statale del Michigan.

## Filmografia parziale

### Cinema
- Camping del terrore, regia di Ruggero Deodato (1986)
- City of Angels - La città degli angeli (City of Angels), regia di Brad Silberling (1998)
- Un sogno per domani (Pay It Forward), regia di Mimi Leder (2000)
- Il Re Scorpione (The Scorpion King), regia di Chuck Russell (2002)
- Matrix Reloaded, regia di Andy e Larry Wachowski (2003)
- Matrix Revolutions, regia di Andy e Larry Wachowski (2003)
- Quando meno te lo aspetti (Raising Helen), regia di Garry Marshall (2004)
- La terra dell'abbondanza (Land of Plenty), regia di Wim Wenders (2004)
- American Dreamz, regia di Paul Weitz (2006)
- Quarantena (Quarantine), regia di John Erick Dowdle (2008)
- 5 giorni fuori (It's Kind of a Funny Story), regia di Ryan Fleck e Anna Boden (2010)
- Captain America: The Winter Soldier, regia di Anthony e Joe Russo (2014)
- Rebel in the Rye, regia di Danny Strong (2017)
- L'occhio del male (Evil Eye), regia di Elan Dassani e Rajeev Dassani (2020)

### Televisione
- Il tempo della nostra vita (Days of Our Lives) – soap opera (1983)
- La signora in giallo (Murder, She Wrote) – serie TV, 4x10 (1987)
- 227 – serie TV (1988)
- Viper – serie TV (1997)
- 24 – serie TV, 2 episodi (2003)
- NCIS - Unità anticrimine (NCIS) – serie TV, episodio 6x13 (2009)
- Silicon Valley – serie TV, 14 episodi (2014-2019)
- The Blacklist – serie TV, 2 episodi (2018)
- Kidding - Il fantastico mondo di Mr. Pickles (Kidding) – serie TV, 15 episodi (2018-2020)
- Roar – serie TV, un episodio (2022)
- Big Sky – serie TV, 8 episodi (2022)
- Lo scontro (Beef) – serie TV, 2 episodi (2023)

## Doppiatori italiani
Nelle versioni in italiano delle opere in cui ha recitato, Bernard White è stato doppiato da:
- Enrico Di Troia in NCIS - Unità anticrimine, Castle
- Franco Mannella in Silicon Valley, Kidding - Il fantastico mondo di Mr. Pickles
- Antonio Palumbo in NCIS: Los Angeles, Cash Out - I maghi del furto
- Giuliano Giacomelli in Santa Barbara
- Fabrizio Pucci in La signora in giallo
- Oreste Baldini in Dragnet
- Roberto Stocchi in X-Files
- Mino Caprio in 24
- Massimo Rossi in Matrix Revolutions
- Karimi Babac in American Dreamz
- Manlio De Angelis in 5 giorni fuori
- Alessandro Budroni in Grey's Anatomy
- Luciano Roffi in Captain America: The Winter Soldier
- Francesco Bulckaen in Rebel in the Rye
- Luca Biagini in Big Sky
- Simone Mori in Little America